# Challenger Antofagasta 2024
Il Challenger Antofagasta 2024 è stato un torneo maschile di tennis professionistico. È stata la 2ª edizione del torneo, facente parte della categoria Challenger 100 nell'ambito dell'ATP Challenger Tour 2024, con un montepremi di 134 000 $. Si è giocato dal 23 al 29 settembre 2024 sui campi in terra rossa del AutoClub Antofagasta di Antofagasta, in Cile.

## Partecipanti

### Teste di serie
| Nazionalità | Giocatore             | Ranking* | Testa di serie |
| ----------- | --------------------- | -------- | -------------- |
| Argentina   | Camilo Ugo Carabelli  | 91       | 1              |
| Bolivia     | Hugo Dellien          | 109      | 2              |
| Paesi Bassi | Jesper de Jong        | 131      | 3              |
| Brasile     | Gustavo Heide         | 150      | 4              |
| Brasile     | Felipe Meligeni Alves | 166      | 5              |
| Bolivia     | Murkel Dellien        | 184      | 6              |
| Argentina   | Facundo Mena          | 199      | 7              |
| Argentina   | Juan Manuel Cerúndolo | 203      | 8              |

* Ranking al 16 settembre 2024.

### Altri partecipanti
I seguenti giocatori hanno ricevuto una wild card per il tabellone principale:
- Ignacio Becerra
- Juan Ignacio Londero
- Daniel Antonio Núñez

I seguenti giocatori sono entrati in tabellone come alternate:
- Daniel Dutra da Silva
- Orlando Luz
- Gonzalo Villanueva

I seguenti giocatori sono passati dalle qualificazioni:
- Valerio Aboian
- Luciano Emanuel Ambrogi
- José Pereira
- Tomás Farjat
- Leonardo Aboian
- Alex Barrena

I seguenti giocatori sono entrati in tabellone come lucky loser:
- Edoardo Lavagno
- Wilson Leite

## Punti e montepremi
| Torneo    | Torneo              | V      | F      | SF    | QF    | 2T    | 1T    | Q | Q2  | Q1  |
| Singolare | Punti               | 100    | 50     | 25    | 14    | 7     | 0     | 4 | 2   | 0   |
| Singolare | Premi in denaro ($) | 17 650 | 10 380 | 6 140 | 3 570 | 2 105 | 1 270 | – | 635 | 320 |
| Doppio    | Punti               | 100    | 50     | 25    | 14    | –     | 0     | – | –   | –   |
| Doppio    | Premi in denaro ($) | 7 590  | 4 400  | 2 645 | 1 570 | –     | 880   | – | –   | –   |

## Campioni

### Singolare
Juan Manuel Cerúndolo ha sconfitto in finale  Daniel Vallejo con il punteggio di 3–6, 6–2, 6–4.

### Doppio
Mateus Alves /  Matías Soto hanno sconfitto in finale  Leonardo Aboian /  Valerio Aboian con il punteggio di 6–1, 6–4.